# Болгатанга
Болгатанга (англ. Bolgatanga) — город на севере Ганы, административный центр Верхней Восточной области. Город расположен на высоте 177 метров над уровнем моря.
Большая часть города представляет собой протяжённый поселок с глиняными постройками, каждая из которых окружена полями. Город занимает площадь около 410 квадратных километров. Основными занятиями жителей являются выращивание основных культур и животноводство. Болгатанга — известный центр ремесел: там делают соломенные шляпы и корзины, изделия из кожи и металла, ювелирные изделия. Оживлённый рынок в Болгатанге известен красочными плетёными изделиями.
Через город проходит национальная дорога N10, «Великая северная дорога» (Great North Road), связывающая автомобильным сообщением юг и север страны. Дорога из Аккры на побережье Гвинейского залива на север через административные центры областей (Кофоридуа, Кумаси, Тамале) ведёт в Буркина-Фасо и является транспортным коридором для выхода к морю Буркина-Фасо, Мали и Нигера. 
В регионе Северные территории британской колонии Золотой Берег в 1907 году (по другим источникам в 1900 году) была начата прокладка дороги. Начало строительства дороги с юга страны в Тамале связано с переносом центра британской администрации Северных территорий в 1907 году в Тамале из города Гамбага. Дорогу строили африканские рабочие под контролем европейцев. Часть рабочих были наемными, большая часть — мобилизованными. Строительство было сопряжено с большими трудностями из-за природных условий, болотистой местности, нехватки инструментов и продовольствия, недостатка контроля и технических знаний, а также ухода рабочих на более выгодные работы. В строительстве участвовали племена вагла, вала, гонжа, дагари, фрафра и були (канджага). Из-за дождей, которые смывали дорогу, и пожаров, при которых сгорали и обрушивались деревянные мосты, дорогу приходилось строить заново. Из-за начала Первой мировой войны строительство замедлилось. К 1920 году участок дороги Кумаси — Тамале был завершён. Первым по нему проехал Гордон Гаггисберг, губернатор Золотого Берега (1919—1927).

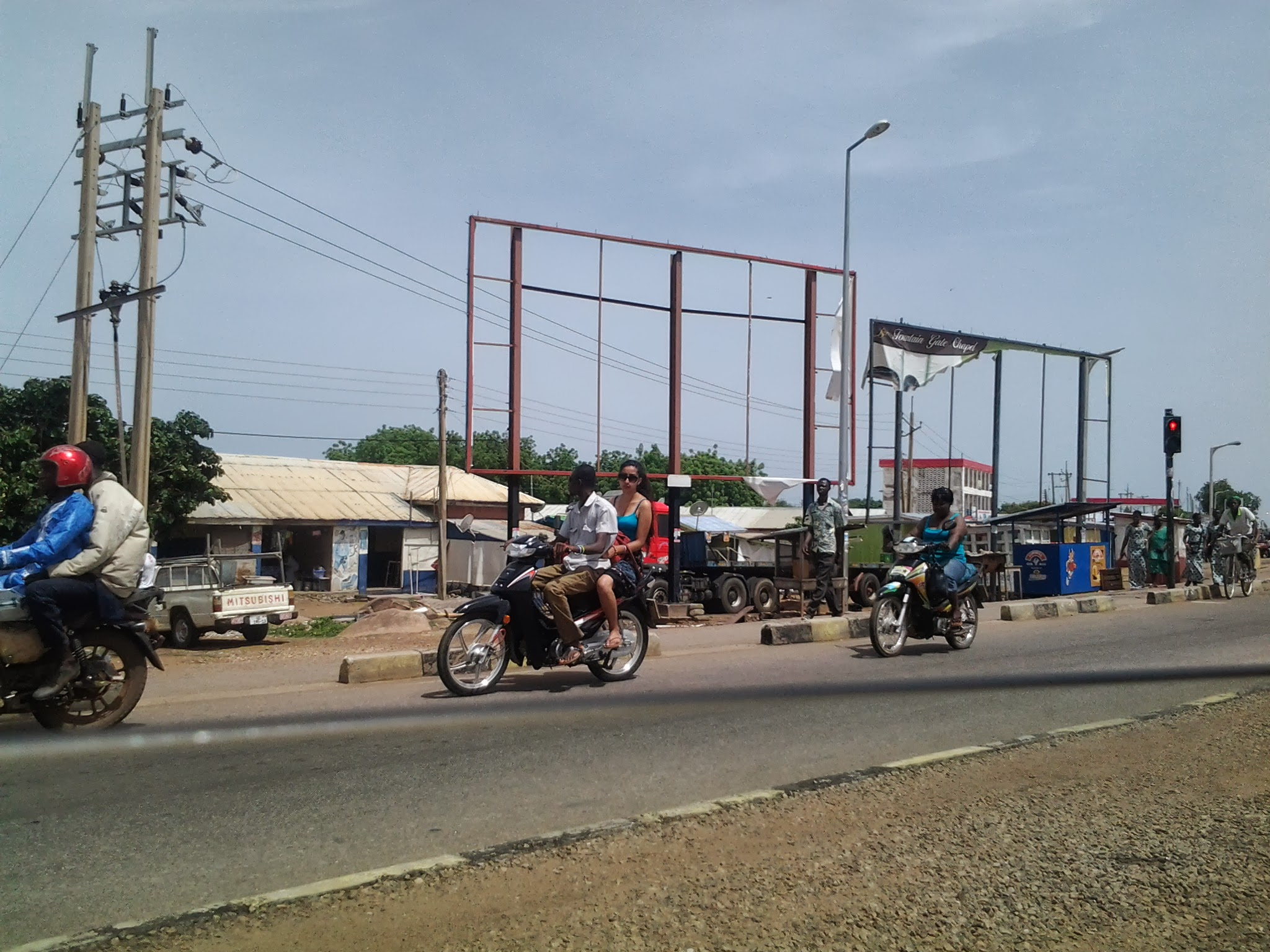
Улица в Болгатанге

## Демография
Население города по годам:
| 1970   | 1984   | 2000   | 2012   |
| ------ | ------ | ------ | ------ |
| 18 896 | 32 495 | 49 162 | 66 685 |